# Iecea Mare
Iecea Mare (in ungherese Nagyjecsa, in tedesco Grossjetscha) è un comune della Romania di 2456 abitanti, ubicato nel distretto di Timiș, nella regione storica del Banato. 
Iecea Mare è divenuto comune autonomo nel 2004, staccandosi dal comune di Cărpiniș.